# Hendrik van Haasdal
Hendrik van Haasdal was heer van Schaesberg en Gronsveld, raadsheer van Sint Gerlach (1223 - 1265) zoon van Alardus van Haasdal (Heer van Haesdal 1232-1264) en de kleinzoon van Goswines (Heer van Haesdal 1190-1217).
Hendrik was gehuwd met:
- Mechtildis van Rulant-Hozémont (ca. 1217 - †1252), dochter van Frans Rulant-Hozémont
- Luitgarda van Stolberg (zu Aachen, erfvrouwe van Gronsveld), dochter van Reinoud  III van Stolberg en Beatrix van Wassenberg.

Kinderen eerste huwelijk:
1. Gerard I van Schaesberg (* ca. 1237) (ridder tot Schaesberg, vazal van Walram van Valkenburg) gehuwd met N. van Jabeek, dochter van Godfried van Jabeek (van Dobbelstein).
2. Alide
3. Elisabeth

Kinderen tweede huwelijk:
1. Johan I van Gronsveld (* ca.1250 - †1326) (Ridder 1274, Heer van Gronsveld 1282-1326) gehuwd met Margaretha van Merode.